# Hardy-tér
A komplex analízis területén a Hardy-tér {\displaystyle H^{p}} olyan egységkörben (azaz az egységkörlapon) vagy felső félsíkon definiált holomorf függvények tere, amelyeknek az értelmezési tartomány peremén értelmezett {\displaystyle p}-normája korlátos. Riesz Frigyes vezette be 1923-ban, Godfrey Harold Hardy 1915-ös cikkéből kiindulva.
A valós analízisben a Hardy-tér olyan valós számegyenesen definiált disztribúciók tere, melyek komplex Hardy-terek holomorf függvényeinek peremértékeinek felelnek meg. Ha {\displaystyle p} legalább 1, akkor a Hardy-terek a funkcionálanalízisben használt Lp-terek bizonyos részhalmazainak tekinthetők.
A Hardy-terek jelentősek a matematikai analízis területén, továbbá az irányítástechnikában és a szóráselméletben.

## Hardy-terek az egységkörben

### Definíció
Legyen {\displaystyle \mathbb {D} =\{z\in \mathbb {C} :\ |z|<1\}} a komplex egységkörlap. Adott pozitív valós {\displaystyle p}-re a Hardy-tér {\displaystyle H^{p}(\mathbb {D} )} olyan egységkörlapon definiált holomorf függvények vektortere, melyekre a következő teljesül:
{\displaystyle \sup _{0\leq r<1}\left({\frac {1}{2\pi }}\int _{0}^{2\pi }|f(re^{i\theta })|^{p}d\theta \right)^{\frac {1}{p}}<\infty }.
Az egyenlőtlenség bal oldala {\displaystyle p\geq 1} esetén egy norma, melyet általában {\displaystyle \|f\|_{H^{p}(\mathbb {D} )}}-vel jelölnek. A {\displaystyle H^{p}(\mathbb {D} )}-norma növekszik {\displaystyle p}-vel a Hölder-egyenlőtlenség következtében.
A {\displaystyle H^{\infty }(\mathbb {D} )}-vel jelölt Hardy-tér olyan egységkörlapon definiált holomorf függvények vektortere, melyek a 
{\displaystyle \|f\|_{H^{\infty }(\mathbb {D} )}=\sup _{|z|<1}|f(z)|}
normára tekintve korlátosak.
Ha {\displaystyle 0<p<q\leq \infty }, akkor {\displaystyle H^{q}(\mathbb {D} )} valós részhalmaza {\displaystyle H^{p}(\mathbb {D} )}-nek.

### Kiterjesztés az egységkörvonalra
Az egységkörlapon definiált Hardy-terek kiterjeszthetők az egységkörvonalra a következőképp: legyen {\displaystyle \mathbb {T} =\{z\in \mathbb {C} :\,|z|=1\}} a komplex egységkör és {\displaystyle f\in H^{p}(\mathbb {D} )}, ahol {\displaystyle p\geq 1}. Ekkor a következő határérték majdnem minden {\displaystyle t\in [0,2\pi )}-re létezik:
{\displaystyle {\bar {f}}(e^{it}):=\lim _{r\to 1}f(re^{it}),}
továbbá az egységkörön definiált {\displaystyle {\bar {f}}} függvény {\displaystyle L^{p}(\mathbb {T} )}-normája megegyezik {\displaystyle \|f\|_{H^{p}(\mathbb {D} )}}-vel.
Továbbá, {\displaystyle H^{p}(\mathbb {D} )} megfeleltethető {\displaystyle L^{p}(\mathbb {T} )} egy zárt lineáris alterének: egy adott {\displaystyle f} függvény akkor és csak akkor eleme {\displaystyle H^{p}(\mathbb {D} )}-nek, ha az Poisson-integrálja egy {\displaystyle {\bar {f}}(e^{it})\in L^{p}(\mathbb {T} )} függvénynek, tehát
{\displaystyle f(re^{it})={\frac {1}{2\pi }}\int _{0}^{\infty }P_{r}(t-s){\bar {f}}(e^{is})ds,\quad {\text{ahol}}\quad P_{r}(t)={\frac {1-r^{2}}{1-2r\cos(t)+r^{2}}},}
továbbá ha {\displaystyle {\bar {f}}(e^{it})} negatív Fourier-együtthatói, tehát a
{\displaystyle {\hat {f}}(n)={\frac {1}{2\pi }}\int _{0}^{2\pi }{\bar {f}}(e^{it})e^{-int}dt}
kifejezések bármely {\displaystyle n<0} egész számra nullák.

## Hardy-terek a felső félsíkon
Legyen {\displaystyle \mathbb {H} =\{x+iy\in \mathbb {C} :\,y>0\}} a felső komplex félsík. A Hardy-tér {\displaystyle H^{p}(\mathbb {H} )} olyan {\displaystyle f:\mathbb {H} \to \mathbb {C} } holomorf függvények tere, melyekre teljesül:
{\displaystyle \sup _{y>0}\left(\int _{-\infty }^{\infty }|f(x+iy)|^{p}dx\right)^{\frac {1}{p}}<\infty }.
Az egyenlőtlenség bal oldala szintúgy egy norma, jelölés szerint {\displaystyle \|f\|_{H^{p}(\mathbb {H} )}}. Abban az esetben, amikor {\displaystyle p=\infty }, a norma a következő: {\displaystyle \textstyle \|f\|_{H^{\infty }(\mathbb {H} )}=\sup _{z\in \mathbb {H} }|f(z)|}.
Amikor általánosságban van szó Hardy-terekről, a szöveg kontextusából nyilvánvalóvá válik, hogy mi a térben levő függvények értelmezési tartománya, így a {\displaystyle H^{p}(\mathbb {D} )}-tér és a {\displaystyle H^{p}(\mathbb {H} )}-tér helyett a {\displaystyle H^{p}}-tér jelölés a legelterjedtebb.

## Valós Hardy-terek

### Definíció
Legyen {\displaystyle \phi } Schwartz-függvény {\displaystyle \mathbb {R} ^{n}}-en, melynek integrálja 1, {\displaystyle \phi _{t}=t^{-n}\phi (t^{-1}x)} pedig egy Dirac-sor. Adott {\displaystyle 0<p\leq \infty } esetén {\displaystyle H^{p}(\mathbb {R} ^{n})} olyan {\displaystyle f} disztribúciók tere, amelyekre a következőképp definiált maximálfüggvény:
{\displaystyle (M_{\phi }f)(x)=\sup _{t>0}|(f*\phi _{t})(x)|}
az {\displaystyle L^{p}(\mathbb {R} ^{n})} tér eleme, ahol a {\displaystyle *} a konvolúció műveletét jelöli. A térhez tartozó {\displaystyle H^{p}(\mathbb {R} ^{n})}-kvázinorma definíció szerint {\displaystyle \|f\|_{H^{p}(\mathbb {R} ^{n})}=\|M_{\phi }f\|_{L^{p}(\mathbb {R} ^{n})}}, mely {\displaystyle p\geq 1} esetén teljesíti a norma definícióját, azonban {\displaystyle p<1}-re nem teljesíti a szubadditivitás axiómáját, tehát nem norma. Fontos azonban megjegyezni, hogy {\displaystyle \|f\|_{H^{p}(\mathbb {R} ^{n})}^{p}} már szubadditív 1-nél kisebb {\displaystyle p}-re, így egy metrikát definiál {\displaystyle H^{p}}-n, amely meghatározza a topológiáját és egy teljes metrikus térré teszi.
Abban az esetben, amikor {\displaystyle p>1}, akkor az {\displaystyle L^{p}(\mathbb {R} ^{n})}- és {\displaystyle H^{p}(\mathbb {R} ^{n})}-terek megegyeznek, a normáik pedig ekvivalensek. Amennyiben {\displaystyle p=1}, akkor {\displaystyle H^{1}(\mathbb {R} ^{n})} valós részhalmaza {\displaystyle L^{1}(\mathbb {R} ^{n})}-nek, azonban nem zárt benne és a normáik sem ekvivalensek.

### Atomos technika
Ha {\displaystyle 0<p\leq 1}, a valós Hardy-terek különböznek az {\displaystyle L^{p}(\mathbb {R} ^{n})}-terektől, viszont könnyebben hasznosíthatóak a harmonikus analízisben, ugyanis elemei felbonthatóak egyszerűbb függvények összegeire. Ezeket a függvényeket atomoknak hívjuk, és számos Hardy-terek elemeivel kapcsolatos megállapítást elegendő az atomok szintjén bizonyítani. {\displaystyle H^{p}}-atomnak hívunk egy olyan {\displaystyle a} függvényt, ha létezik egy olyan {\displaystyle B} golyó, melynek részhalmaza {\displaystyle a} tartója, tehát az értelmezési tartományának azon pontjainak halmazának lezártja, melyeken {\displaystyle a} nemnulla értéket vesz fel; továbbá ha {\displaystyle |a|\leq |B|^{-1/p}} majdnem mindenütt, és {\displaystyle \textstyle \int x^{\beta }a(x)dx=0} minden olyan {\displaystyle \beta }-ra, melynek abszolút értéke nem nagyobb {\displaystyle n(p^{-1}-1)}-nél. Az első két feltétel garantálja, hogy
{\displaystyle \int |a(x)|^{p}dx\leq 1},
a harmadik feltétel pedig biztosítja, hogy egy adott {\displaystyle c} konstansra teljesül
{\displaystyle \int ((M_{\phi }a)(x))^{p}dx\leq c}.
Minden {\displaystyle f\in H^{p}(\mathbb {R} ^{n})} függvényre {\displaystyle p\leq 1} esetén teljesül, hogy felbontható atomok végtelen sorára, tehát
{\displaystyle f=\sum _{k=1}^{\infty }\lambda _{k}a_{k}},
ahol {\displaystyle \{a_{k}\}} atomok halmaza, {\displaystyle \{\lambda _{k}\}} pedig olyan komplex számok sorozata, melyre {\displaystyle \textstyle \sum _{k=1}^{\infty }|\lambda _{k}|^{p}\leq \infty }. Az {\displaystyle f}-et leíró sor a disztribúciók értelmében konvergens, továbbá a következő is teljesül:
{\displaystyle \sum _{k=1}^{\infty }|\lambda _{k}|^{p}\leq c\|f\|_{H^{p}(\mathbb {R} ^{n})}.}
Fontos megjegyezni, hogy {\displaystyle 1<p<\infty } esetén nem garantált, hogy az atomok által definiált sor {\displaystyle H^{p}}-ben konvergál, azonban lehetséges úgy módosítani a módszert, hogy egy tetszőleges valós Hardy-tér eleme is felbontható legyen.

## Fordítás
- Ez a szócikk részben vagy egészben  a   Hardy space című angol Wikipédia-szócikk fordításán alapul.  Az eredeti cikk szerkesztőit annak laptörténete sorolja fel. Ez a jelzés csupán a megfogalmazás eredetét és a szerzői jogokat jelzi, nem szolgál a cikkben szereplő információk forrásmegjelöléseként.
- Ez a szócikk részben vagy egészben  a   Hardy-Raum című német Wikipédia-szócikk fordításán alapul.  Az eredeti cikk szerkesztőit annak laptörténete sorolja fel. Ez a jelzés csupán a megfogalmazás eredetét és a szerzői jogokat jelzi, nem szolgál a cikkben szereplő információk forrásmegjelöléseként.